# Escolives-Sainte-Camille
Pour les articles homonymes, voir Saint-Camille.
Escolives-Sainte-Camille [ekɔliv sɛ̃t kamij] est une commune française située dans le département de l'Yonne en région Bourgogne-Franche-Comté.
Ses habitants sont appelés les Escolivois.
La commune accueille tous les ans le Théâtre Bazine Festival, à la Maison des Arts de la Bazine.

## Géographie

### Climat
Pour des articles plus généraux, voir Climat de la Bourgogne-Franche-Comté et Climat de l'Yonne.
En 2010, le climat de la commune est de type climat océanique dégradé des plaines du Centre et du Nord, selon une étude du Centre national de la recherche scientifique s'appuyant sur une série de données couvrant la période 1971-2000. En 2020, Météo-France publie une typologie des climats de la France métropolitaine dans laquelle la commune est exposée à un climat océanique altéré et est dans la région climatique Lorraine, plateau de Langres, Morvan, caractérisée par un hiver rude (1,5 °C), des vents modérés et des brouillards fréquents en automne et hiver.
Pour la période 1971-2000, la température annuelle moyenne est de 10,7 °C, avec une amplitude thermique annuelle de 15,9 °C. Le cumul annuel moyen de précipitations est de 726 mm, avec 11,3 jours de précipitations en janvier et 7,7 jours en juillet. Pour la période 1991-2020, la température moyenne annuelle observée sur la station météorologique de Météo-France la plus proche, « Merry-sur-Yonne », sur la commune de Merry-sur-Yonne à 17 km à vol d'oiseau, est de 11,5 °C et le cumul annuel moyen de précipitations est de 776,9 mm. 
La température maximale relevée sur cette station est de 40,7 °C, atteinte le 7 août 2003 ; la température minimale est de −22 °C, atteinte le 16 janvier 1985,,.
Les paramètres climatiques de la commune ont été estimés pour le milieu du siècle (2041-2070) selon différents scénarios d'émission de gaz à effet de serre à partir des nouvelles projections climatiques de référence DRIAS-2020. Ils sont consultables sur un site dédié publié par Météo-France en novembre 2022.

## Urbanisme

### Typologie
Au 1er janvier 2024, Escolives-Sainte-Camille est catégorisée commune rurale à habitat dispersé, selon la nouvelle grille communale de densité à sept niveaux définie par l'Insee en 2022.
Elle est située hors unité urbaine. Par ailleurs la commune fait partie de l'aire d'attraction d'Auxerre, dont elle est une commune de la couronne,. Cette aire, qui regroupe 104 communes, est catégorisée dans les aires de 50 000 à moins de 200 000 habitants,.

### Occupation des sols
L'occupation des sols de la commune, telle qu'elle ressort de la base de données européenne d’occupation biophysique des sols Corine Land Cover (CLC), est marquée par l'importance des territoires agricoles (63,4 % en 2018), en diminution par rapport à 1990 (72,3 %). La répartition détaillée en 2018 est la suivante : 
terres arables (47,1 %), forêts (14,9 %), zones agricoles hétérogènes (13,5 %), eaux continentales (12,6 %), zones urbanisées (9 %), prairies (2,8 %). L'évolution de l’occupation des sols de la commune et de ses infrastructures peut être observée sur les différentes représentations cartographiques du territoire : la carte de Cassini (XVIIIe siècle), la carte d'état-major (1820-1866) et les cartes ou photos aériennes de l'IGN pour la période actuelle (1950 à aujourd'hui).

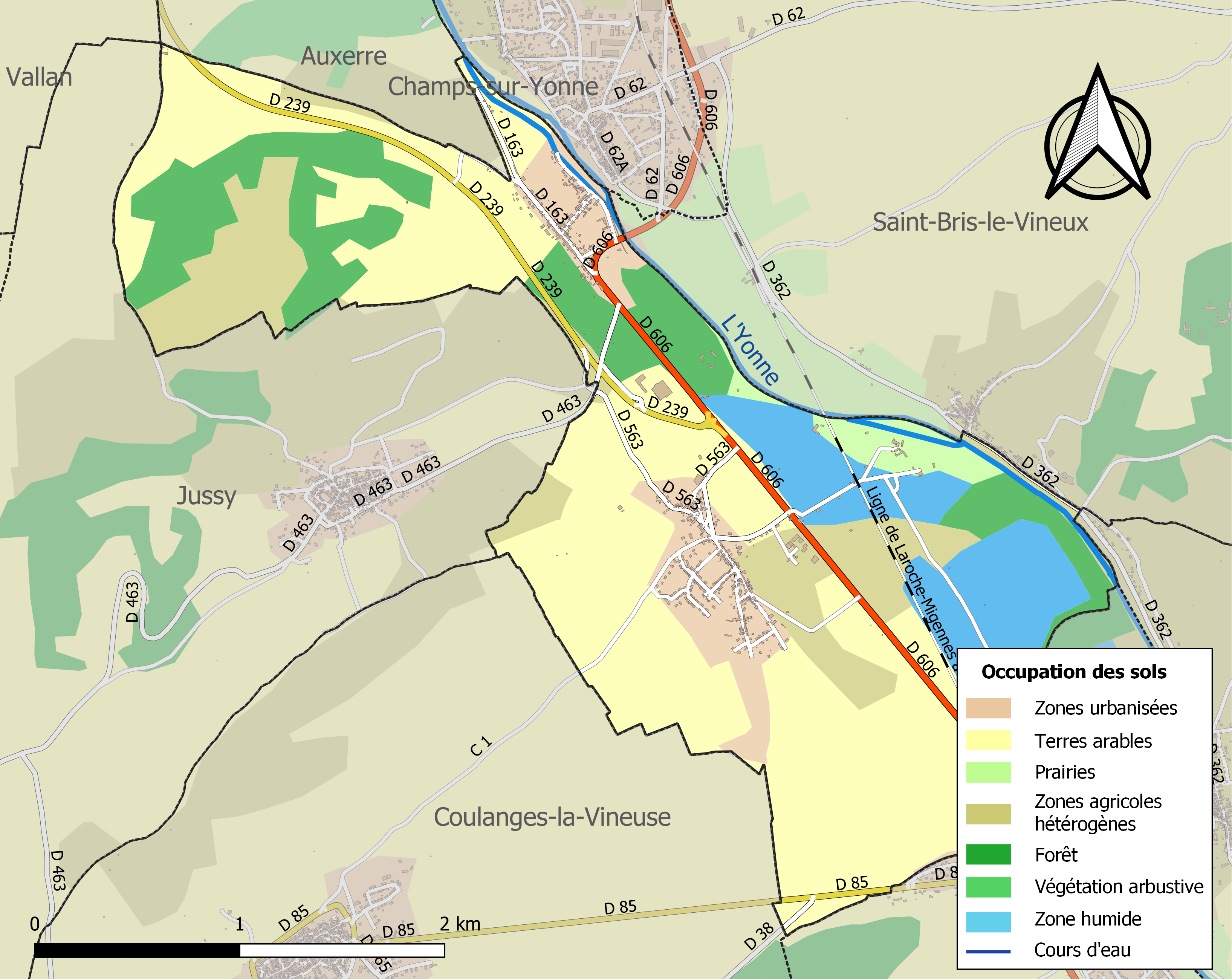
Carte des infrastructures et de l'occupation des sols de la commune en 2018 (CLC).

## Histoire

### Antiquité
Le nom de la commune vient de Vicus Scoliva (Escolives), établissement thermal romain situé à quelques kilomètres d'Auxerre au IIIe siècle. En plus des thermes, il comprenait un sanctuaire à la source du Creusot et probablement une tabletterie fabriquant des objets en os.

### Christianisation
Le nom de la commune a été complété par sainte Camille, jeune italienne venue accompagner la dépouille de saint Germain avec ses quatre sœurs dont Porcaire, et décédée à Escolives.

En 596, le règlement de saint Aunaire, 18e évêque d'Auxerre (572-605), inclut Escolives (Ecoulives) dans les trente principales paroisses du diocèse.

### Moyen Âge
À l'aube du XIe siècle, la seigneurie d'Escolives est tenue par les comtes de Nevers. Au milieu du XIIe siècle, elle est donnée en dot à Adèle de Nevers, fille de Guillaume III, en même temps que Coulanges. Adèle de Nevers épouse Renaud IV de Joigny, faisant passer Escolives aux comtes de Joigny, qui la conservent jusqu'à la mort de leur héritière, Jeanne de Joigny, en 1336.

### Époque moderne
Au début du XVIe siècle, le fief de Belombre est détaché de la seigneurie d'Escolives. Il passe à Blanchet David, tandis qu'Escolives est détenue par Adrien Fouldriat, lieutenant de Coulanges-la-Vineuse. Au XVIIe siècle, sa descendance, alliée aux familles bourgeoises d'Auxerre Loyset et Lessoré finissent par se partager la seigneurie. Les Lessoré, logés au port d'Escolives, prennent le nom de Lessoré de Sainte-Foy. La famille Loyset finit par demeurer seule détentrice de la seigneurie d'Escolives.
Parallèlement, le château et la terre de Belombre passent aux Girard d'Azy, puis à la maison de Chastellux. En 1709, Louis Gayot réunit à nouveau Belombre à Escolives. En 1726, il vend la seigneurie à Joseph Lemuet, procureur du roi au bailliage d'Auxerre, dont la famille conserve Escolives jusqu'à la Révolution.

### Époque contemporaine
Le 21 décembre 1958, le nom de la commune est modifié en hommage à Camille d'Écoulives, morte à Escolives d'après la tradition.
Le 11 décembre 1972, Escolives-Sainte-Camille est une commune associée de Coulanges-la-Vineuse. Le 1er janvier 1979, le décret de défusion prend effet et Escolives-Sainte-Camille redevient une commune.

## Politique et administration
| Période      | Période      | Identité                     | Étiquette | Qualité                   |
| ------------ | ------------ | ---------------------------- | --------- | ------------------------- |
| 1977         | 1995         | Paul Girard (1951)           | PS        | Cadre à la CCI de l'Yonne |
| 1995         | 2001         | Josette Alfaro (1954)        | DVG       | Employée                  |
| 2001         | 21 mars 2008 | Paul Girard (1951)           | DVG       | Cadre à la CCI de l'Yonne |
| 21 mars 2008 | 18 mai 2020  | Josette Alfaro (1954)        | DVG       | Employée retraitée        |
| 18 mai 2020  | En cours     | Philippe Vantheemsche (1958) | SE        | Fonctionnaire retraité    |

## Démographie
L'évolution du nombre d'habitants est connue à travers les recensements de la population effectués dans la commune depuis 1793. Pour les communes de moins de 10 000 habitants, une enquête de recensement portant sur toute la population est réalisée tous les cinq ans, les populations de référence des années intermédiaires étant quant à elles estimées par interpolation ou extrapolation. Pour la commune, le premier recensement exhaustif entrant dans le cadre du nouveau dispositif a été réalisé en 2008.

En 2022, la commune comptait 714 habitants, en évolution de +0,56 % par rapport à 2016 (Yonne : −1,95 %, France hors Mayotte : +2,11 %).
| 1793 | 1800 | 1806 | 1821 | 1831 | 1836 | 1841 | 1846 | 1851 |
| ---- | ---- | ---- | ---- | ---- | ---- | ---- | ---- | ---- |
| 352  | 376  | 357  | 367  | 385  | 429  | 450  | 504  | 501  |

| 1856 | 1861 | 1866 | 1872 | 1876 | 1881 | 1886 | 1891 | 1896 |
| ---- | ---- | ---- | ---- | ---- | ---- | ---- | ---- | ---- |
| 465  | 476  | 483  | 491  | 430  | 444  | 460  | 436  | 432  |

| 1901 | 1906 | 1911 | 1921 | 1926 | 1931 | 1936 | 1946 | 1954 |
| ---- | ---- | ---- | ---- | ---- | ---- | ---- | ---- | ---- |
| 372  | 386  | 385  | 316  | 315  | 323  | 327  | 355  | 365  |

| 1962 | 1968 | 1982 | 1990 | 1999 | 2006 | 2008 | 2013 | 2018 |
| ---- | ---- | ---- | ---- | ---- | ---- | ---- | ---- | ---- |
| 368  | 344  | 423  | 508  | 679  | 714  | 724  | 722  | 695  |

| 2022 | - | - | - | - | - | - | - | - |
| ---- | - | - | - | - | - | - | - | - |
| 714  | - | - | - | - | - | - | - | - |

## Lieux et monuments
- Église romane Saint-Pierre du XI et XIIe siècle.  Classé MH (1920)[19]
- Église d'Escolives-Sainte-Camille  du XVIIIe siècle  Classé MH (1947)[20]
- Site archéologique gallo-romain du Ier au Ve siècle.  Inscrit MH (1992)[21]
- Château de Belombre du XVIIIe siècle.  Inscrit MH (1977)  Inscrit MH (1993)[22]
- Château du Saulce du XVIIIe siècle.  Inscrit MH (2008)[23]
- Ferme viticole fortifiée du XVIIe siècle
- Canal du Nivernais inauguré au XIXe siècle
- Mairie-école du XIXe siècle
- Monument aux morts du XXe siècle.

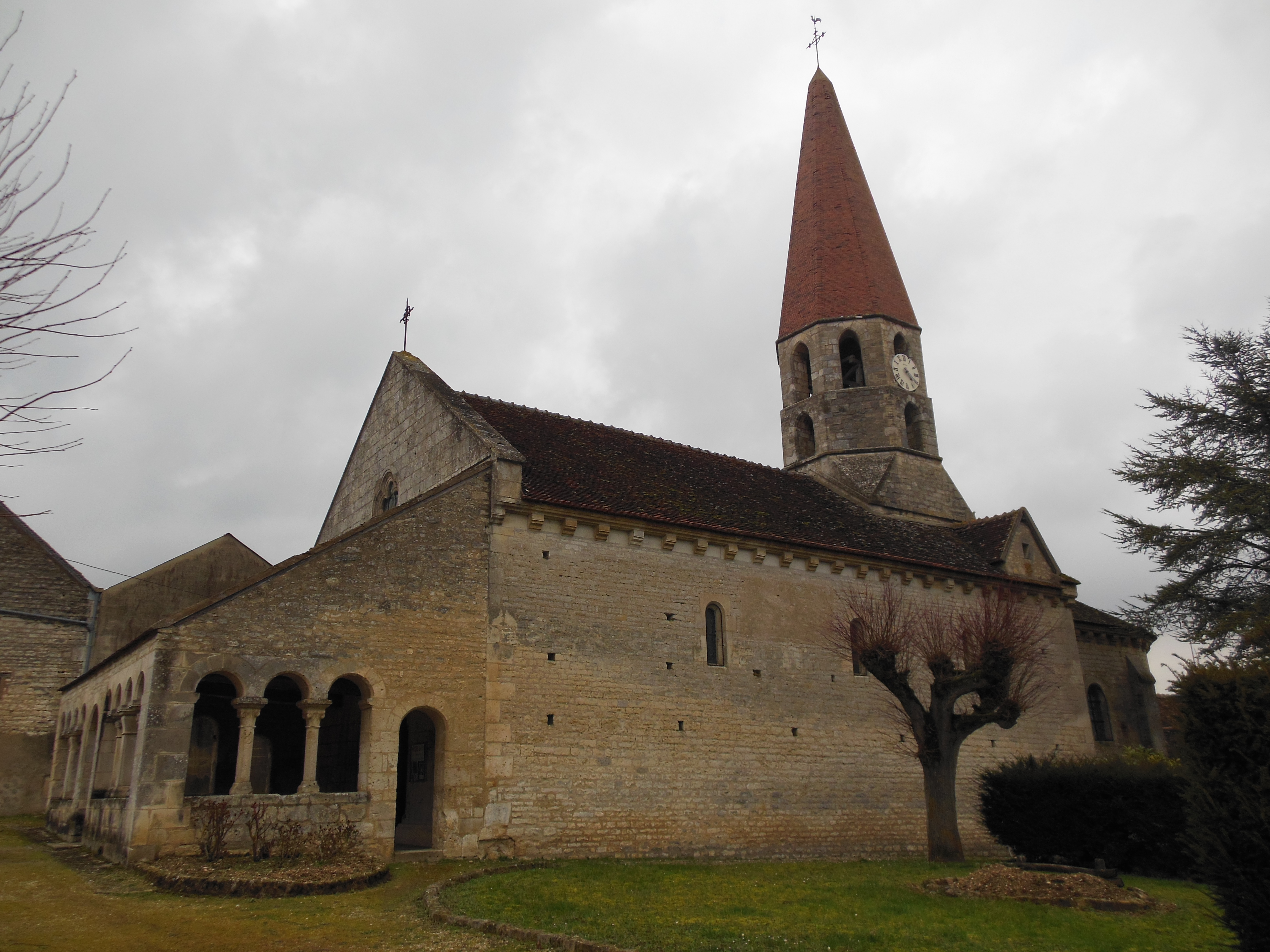
Église Saint-Pierre.
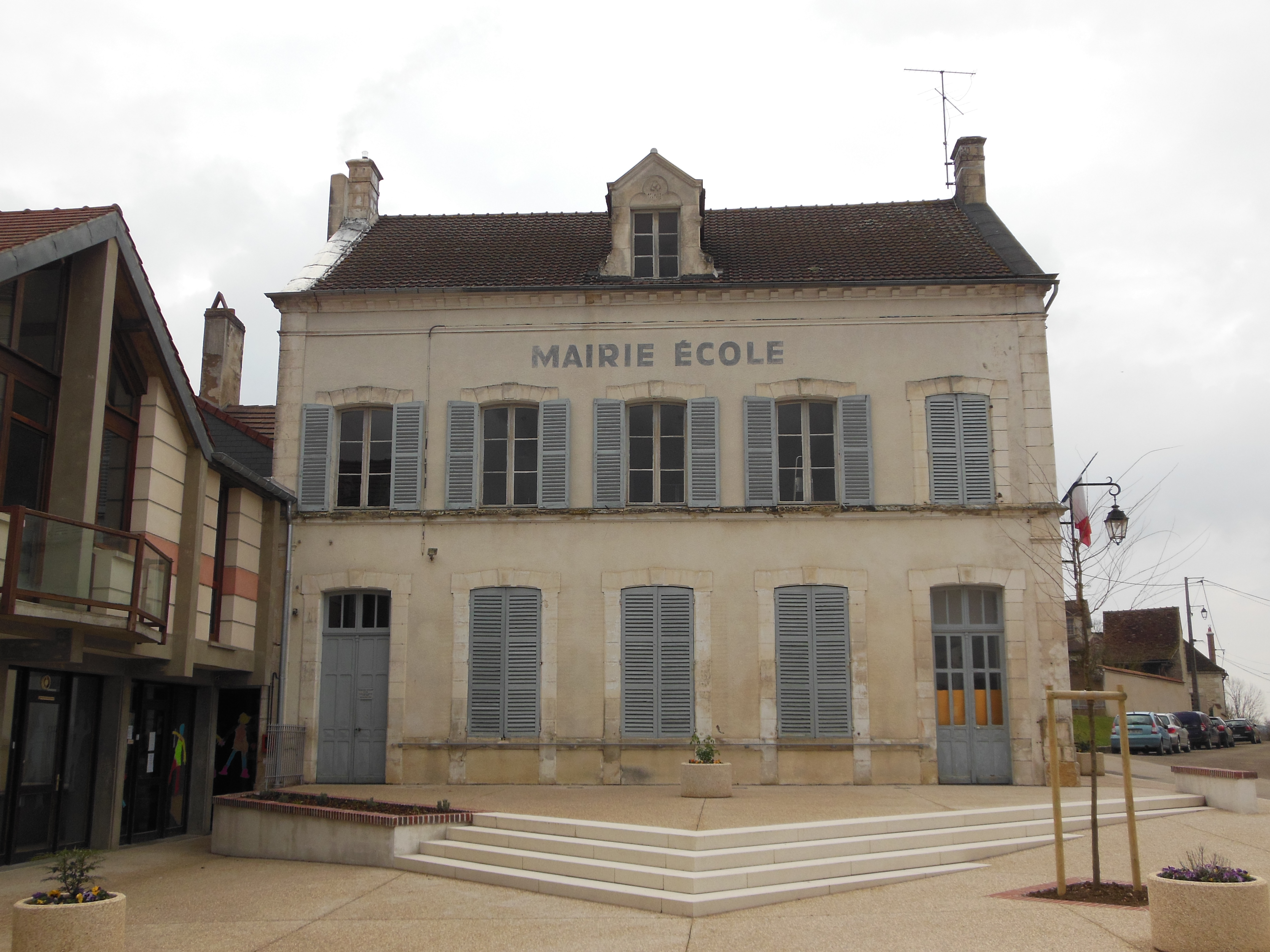
Mairie-école.
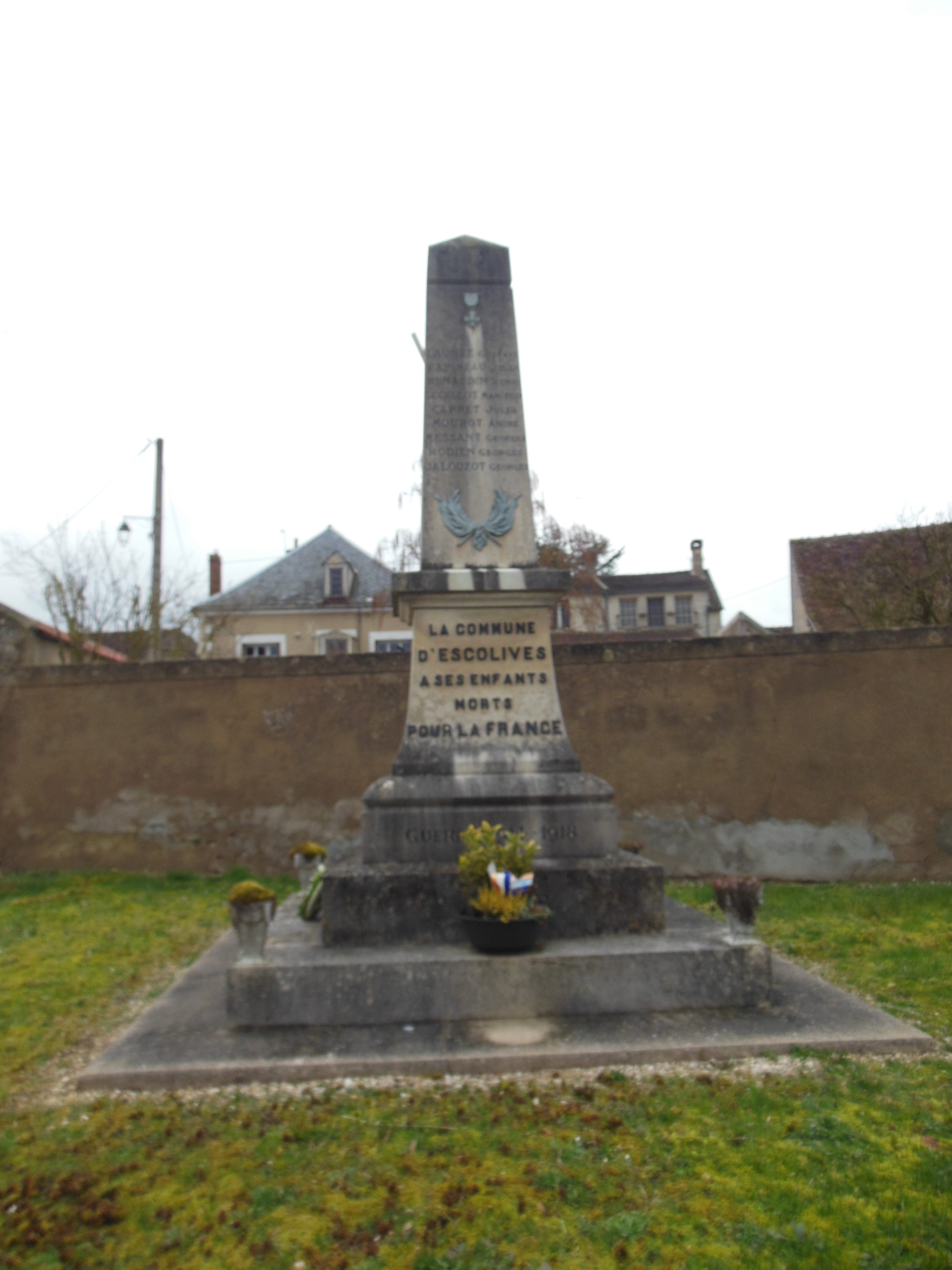
Monument aux morts.
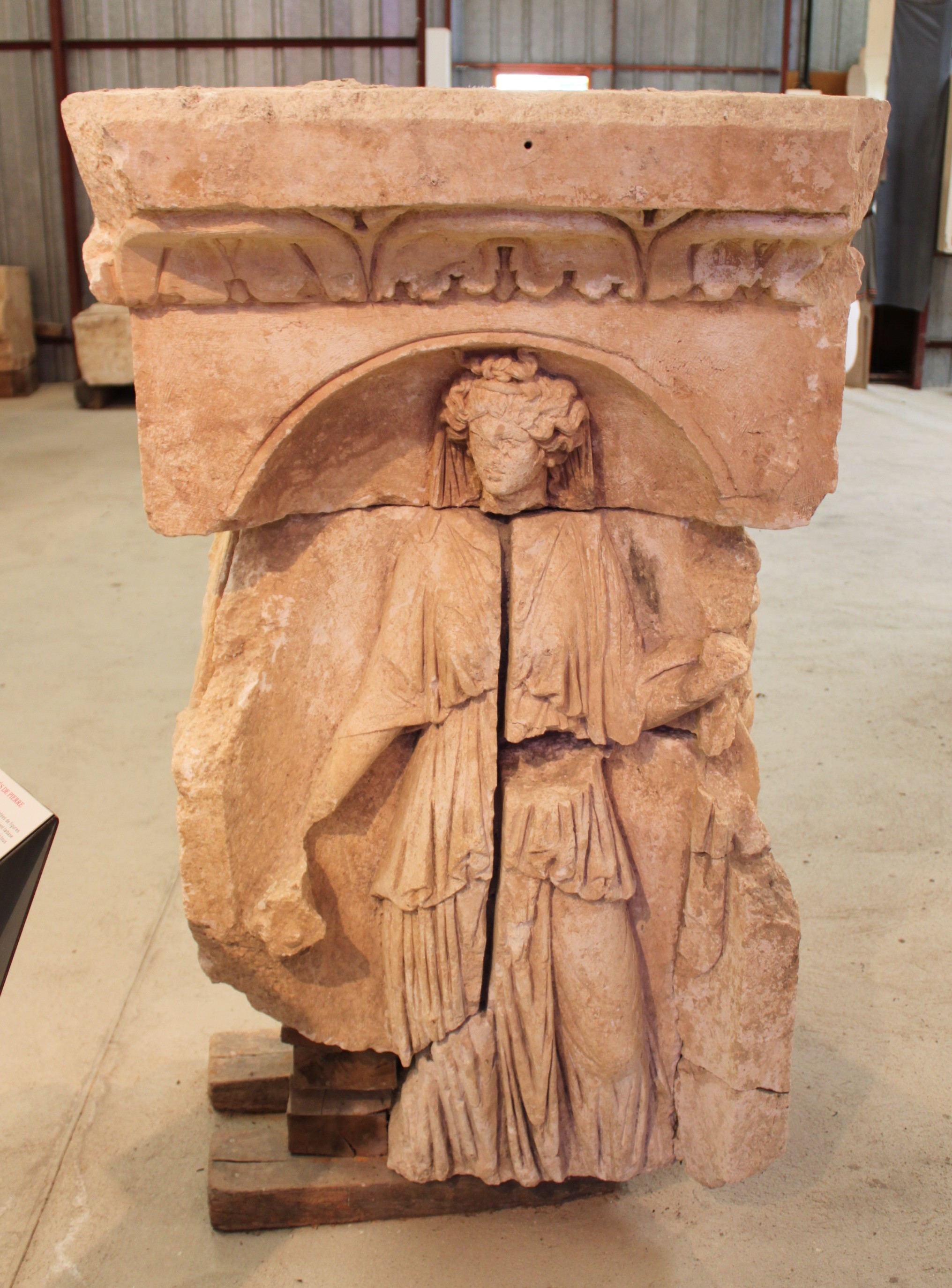
Exposition permanente du site gallo-romain.
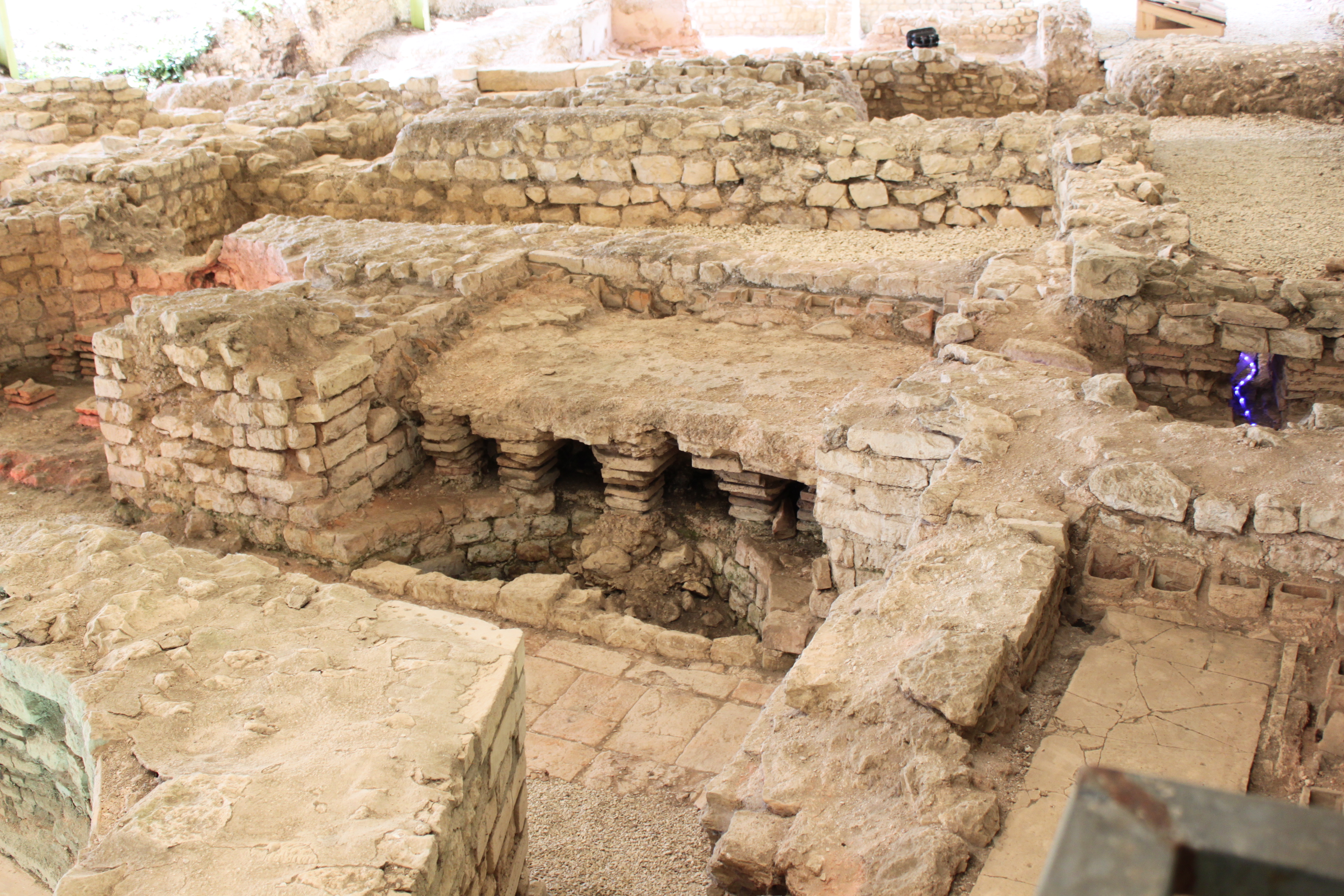
Site gallo-romain.

## Loisirs
- Navigation de plaisance sur le canal du Nivernais.
- Vélo-route le long du canal du Nivernais.

## Personnalités liées à la commune
- Sainte Camille ;
- Léopold Davout (1829 - 1904), 3e duc d'Auerstaedt, général français sous le Second Empire ;
- Pierre Merlier, sculpteur et artiste peintre contemporain.